# Maurice Podoloff
Maurice Podoloff (* 18. August 1890 in Jelisawetgrad, Russisches Kaiserreich; † 24. November 1985 in New Haven, Connecticut) war ein US-amerikanischer Jurist und Sportmanager. Nachdem er 1909 die High School verlassen hatte, trieb es ihn nach Yale, wo er 1915 sein Jurastudium abschloss. Von 1938 bis 1952 war er Präsident der American Hockey League (AHL) und hatte maßgeblichen Anteil an der erfolgreichen Ansiedlung neuer Franchises und der Expansion der Liga. Podoloff war einer der Gründerväter der National Basketball Association (NBA) sowie der Vorgängerliga Basketball Association of America (BAA). Zwischen 1949 und 1963 war er erster Präsident der NBA.
Am 25. April 1974 wurde Podoloff in die Naismith Hall of Fame des Basketballs aufgenommen. Im Januar 2011 wurde Podoloff in die AHL Hall of Fame aufgenommen.
Nach ihm ist seit der Saison 2022/23 die Trophäe für das punktbeste Franchise der regulären Saison benannt. Zwischen 1956 und 2022 war er Namensgeber der Trophäe des NBA Most Valuable Player Awards.